# Gare de Selles-sur-Cher
Gare de Selles-sur-Cher – przystanek kolejowy w Selles-sur-Cher, w departamencie Loir-et-Cher, w Regionie Centralnym, we Francji.
Jest przystankiem kolejowym Société nationale des chemins de fer français (SNCF), obsługiwanym przez pociągi TER Centre, kursujące między Tours, Vierzon i Bourges.